# التهاب الأجربة الفطري
الورم الحبيبي لمايوكي، مرض جلدي يتميز بظهور لويحات بثرية عميقة، ويعد شكلًا من أشكال سعفة الجسم. يعتبر شكلًا موضعيًا من التهاب الجريبات الفطري. تحوي الآفات أغلب الأحيان على مكون مركزي وردي متقشر مع بثرات أو حطاطات جرابية في المحيط. سمي الورم تيمنًا بالبروفيسور دومينيكو مايوكي، الذي اكتشف المرض عام 1883. عمل مايوكي أستاذًا للأمراض الجلدية في جامعة بارما ولاحقًا في جامعة بولونيا. يُطلق على الفطر الجلدي الأكثر شيوعًا اسم الشعروية الحمراء.

## الأعراض
غالبًا ما يتظاهر الورم الحبيبي لمايوكي على شكل بقع متقشرة وردية اللون مع بثور في المحيط. يُصاب الجلد المعرض للتلف الميكانيكي (البلى) مثل الطرفيين العلويين والسفليين بتواتر أكبر. يعاني المرضى من حطاطات أو بثرات أو حتى لويحات وعقيدات في موقع الإصابة. غالبًا ما تتوضع الحطاطات والبثور البيضاء إلى الحمراء في محيط الجراب. يمكن إزالة خصل الشعر بسهولة من البثور والحطاطات. تعد الحكة شائعة أيضًا.
تمثل العقيدات أو الخراجات الصلبة أو المتقلبة تحت الجلد الشكل الثاني من الورم الحبيبي لمايوكي ويُلاحظ حدوثه عمومًا لدى المضيفين مثبطي المناعة. قد تتطور العقيدات في أي جزء مشعر من الجسم، ولكنها تُلاحظ غالبًا على الساعدين واليدين والساقين لدى الأشخاص المصابين. نادرًا ما تلاحظ إصابة فروة الرأس والوجه. تبدأ الآفات على شكل حطاطات وعقيدات حطاطية مفردة أو متعددة حول الأجربة وتكون محددة الحواف جيدًا مع أرضية حمامية وقشور أو بدونهما. في حالات نادرة، قد تتمتع الآفات بصفات الجدرة.

## الأسباب
ينتج الورم الحبيبي لمايوكي عن مجموعة شائعة من الفطريات تسمى الفطريات الجلدية. على عكس سعفة الجسم التقليدية (المعروفة باسم القوباء الحلقية) والتي تصيب الطبقة العليا من الجلد، يتضمن الورم الحبيبي لمايوكي فطريات جلدية تغزو بصيلات الشعر مع الأدمة أو بدونها. يؤدي غزو بصيلات الشعر إلى ظهور حطاطات وبثور واضحة سريريًا في الأطراف. يحدث الشكل الأكثر شيوعًا، وهو الشكل السطحي حول الجريب، على أرجل الشابات الطبيعيات اللاتي يحلقن سيقانهن باستمرار ويظهر لديهن انسداد في بصيلات الشعر ما يؤدي بطريقة مباشرة أو غير مباشرة إلى تعطل الجريب ويسمح ذلك بالدخول المنفعل للعضويات إلى الأدمة. وبالتالي، يعتبر الجلد مهمًا كحاجز مادي لأنه يمنع دخول العضويات الدقيقة. تشمل العوامل الفيزيائية التي تلعب دورًا رئيسيًا في تثبيط غزو الجلد التفاعل بين منتجات الكيراتين، ومعدل تبدل البشرة، ودرجة الترطيب وتركيب الدهون في الطبقة القرنية، ومستويات ثاني أكسيد الكربون، ووجود الشعر أو غيابه. يمكن أن يؤدي إدخال الكيراتين مع مادة نخرية أو بدونها في الأدمة بوجود كائن حي معدي إلى تفاقم المشكلة. قد يحدث الورم الحبيبي لمايوكي أيضًا نتيجة استخدام الستيروئيدات الموضعية القوية على سعفة غير مشخصة.

## الآليات
تاريخيًا، اشتهرت العديد من أنواع الفطريات الجلدية المسببة لهذه الحالة. اعتبرت الشعروية البنفسجية أحد أكثر أنواع الفطريات الجلدية تسببًا بهذا المرض. لكن حاليًا، تعد الشعروية الحمراء المسبب الرئيسي في معظم الحالات. تتميز هذه الفطريات بولعها بالكيراتين وتستعمر أو تصيب الأنسجة الكيراتينية السطحية (الجلد والأظافر والشعر) لدى الإنسان والحيوان. يقتصر تواجد الكائنات الحية على الطبقة الميتة المتقرنة من البشرة في العادة ولا تغزو إلى العمق. تعجز الفطريات عادةً عن اختراق الأنسجة الحية لدى المضيف المؤهل مناعيًا، وبالتالي يكون معدل الإصابة أعلى لدى الأفراد المثبطين مناعيًا. ينقسم الورم الحبيبي لمايوكي إلى شكلين وهما:
- شكل حطاطي صغير حول الجريب، وهو عدوى جلدية موضعية تحدث عادة لدى الأفراد الأصحاء.
- شكل ذو لويحات عميقة تحت الجلد أو آفات عقيدية يحدث لدى الأفراد المثبطين مناعيًا. يعد مصطلح سعفة الجسم اسمًا لمجموعة فرعية من هذا المرض، ويعبر عن الحالة التي تبقى محصورة في الطبقة القرنية.[8] بخلاف ذلك، يُعرف التدخل الأعمق غير النموذجي باسم الورم الحبيبي لمايوكي. نظرًا لأن الفطريات الجلدية الكيراتينية تهضم الكيراتين، قد يعمل أيضًا إدخال الكيراتين في الأدمة وسيطًا للنمو المستمر للكائن الحي.